# Тіддіше
Тіддіше (нім. Tiddische) — громада в Німеччині, розташована в землі Нижня Саксонія. Входить до складу району Гіфгорн. Складова частина об'єднання громад Броме.
Площа — 16,78 км2. Населення становить 1276 ос. (станом на 31 грудня 2021).